# 華納獨立影片公司
華納獨立影片公司（Warner Independent Pictures）是華納兄弟娛樂公司旗下的一家子公司，屬於時代華納企業集團，主要的業務是製作、發行、買進外國的獨立電影（預算在2,000萬美金以下）。
華納獨立電影公司是在2003年8月成立，第一部發行的電影是2004年的《愛在日落巴黎時》（Before Sunset）。由原華納公司的執行製片波莉·科恩（Polly Cohen）擔任公司主席至今。
在2008年5月8日，華納獨立影片公司宣布將與同屬時代華納集團的影屋電影公司合併。

## 歷年作品

### 2004年
- 《燈火闌珊處》（Around the Bend）
- 《愛在日落巴黎時》（Before Sunset）
- 《犯罪份子》（Criminal）
- 《末世之家》（A Home at the End of the World）
- 《未婚妻的漫長等待》（A Very Long Engagement）
- 《愛不再回來》（We don't live here anymore）

### 2005年
- 《愛神》（Eros）
- 《一切都鳥了》（Everything Is Illuminated）
- 《晚安，祝你好運》（Good Night, and Good Luck.）。本片獲得奧斯卡獎6項提名，包含最佳影片獎。
- 《戰慄時空》（The Jacket）
- 《企鵝寶貝》（March of the Penguins）。本片獲得奧斯卡最佳紀錄長片獎。
- 《天堂此時》（Paradise Now）

### 2006年
- 《Duck Season》
- 《問鼎奧斯卡》（For Your Consideration）。本片與城堡石娛樂公司、香格里拉娛樂公司共同製作。
- 《柯波帝：冷血污名》（Infamous）
- 《美國必修穆斯林文化》（Looking for Comedy in the Muslim World）
- 《媽媽的大男孩》（Mama's Boy）
- 《蘇格蘭瑪麗女王》（Mary, Queen of Scots）
- 《猜心》（The Painted Veil）
- 《無極》（The Promise）
- 《心機掃描》（A Scanner Darkly）
- 《夢遊狂想曲》（The Science of Sleep）。本片與Gaumont、法國公共電視三台、Canal+等法國公司共同製作。
- 《Truce》

### 2007年
- 《混沌理論》（Chaos Theory）
- 《The Girls' Guide to Hunting And Fishing》
- 《左右逢源》（In the Land of Women）
- 《天降財神》（The Man Who Fell to Earth）
- 《震撼效應》（In the Valley of Elah）
- 《十二月的男孩》（December Boys）
- 《第11小時》（The 11th Hour）
- 《Death-Breed》

### 2008年
- 《阿拉伯佬》（Towelhead）
- 《大劊人心》（Funny Games）。本片與Tartan Films、賽璐璐電影公司、FilmFour Productions等公司共同製作。
- 《雪天使》（Snow Angels）
- 《貧民百萬富翁》（Slumdog Millionaire）。本片與福斯探照燈、百代電影公司、塞拉多電影公司、FilmFour Productions共同製作。

## 外部連結
- 華納獨立電影公司官方網站 （页面存档备份，存于）
- 互联网电影数据库（IMDb）上《華納獨立電影公司》的资料（英文）

1. ↑  .   [2021-07-21]. （原始内容存档于2021-07-25）.
2. ↑  .   [2021-07-21]. （原始内容存档于2021-02-06）.
3. ↑  .   [2021-07-21]. （原始内容存档于2021-02-13）.